# Bathysolea polli
Bathysolea polli är en fiskart som först beskrevs av Chabanaud, 1950.  Bathysolea polli ingår i släktet Bathysolea och familjen tungefiskar. Inga underarter finns listade.